# Contea di Douglas (Oregon)
La contea di Douglas (in inglese Douglas County) è una contea dello Stato dell'Oregon, negli Stati Uniti. La popolazione al censimento del 2000 era di 100 399 abitanti. Il capoluogo di contea è Roseburg.

## Geografia
La contea si trova nel sud-ovest dello Stato e ha uno sbocco sull'Oceano Pacifico. La contea si estende dall'oceano fino alla Catena delle Cascate. Il fiume Umpqua attraversa la contea. Più del 50% del territorio appartiene al governo federale, tra cui il parco nazionale del Lago Crater e il parco nazionale di Siuslaw.

### Contee confinanti
- Contea di Lane - nord
- Contea di Klamath - est
- Contea di Jackson - sud-est
- Contea di Josephine - sud
- Contea di Curry - sud-ovest
- Contea di Coos - ovest

## Storia
La contea fu istituita nel 1852. Fu chiamata così in onore del senatore Stephen A. Douglas.

## Comuni

### Cities
- Canyonville
- Drain
- Elkton
- Glendale
- Myrtle Creek
- Oakland
- Reedsport
- Riddle
- Roseburg (capoluogo)
- Sutherlin
- Winston
- Yoncalla

### Census-designated places
- Days Creek
- Dillard
- Fair Oaks
- Gardiner
- Glide
- Green
- Lookingglass
- Melrose
- Roseburg North
- Tri-City
- Winchester Bay